# コアレスモータ

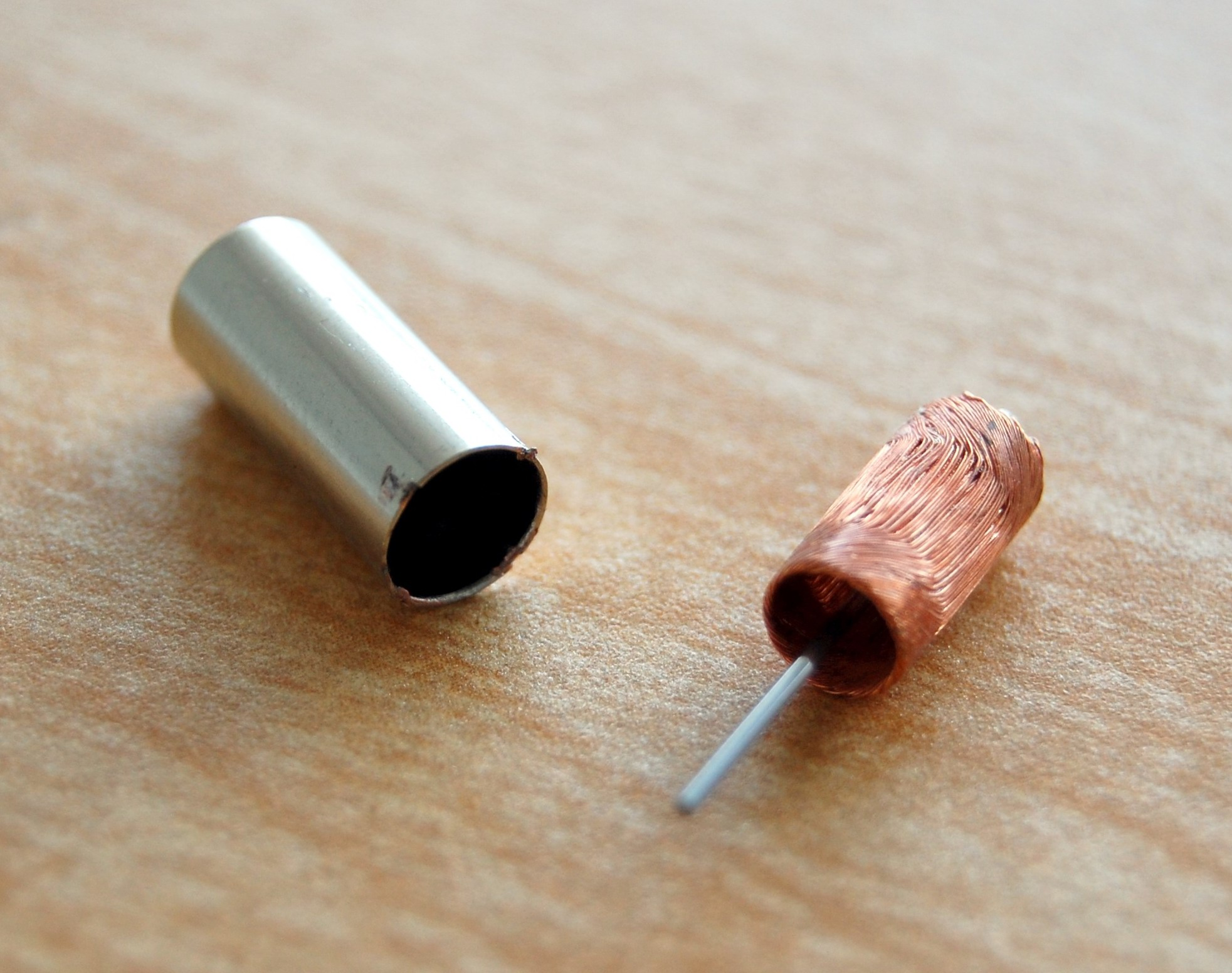
コアレスモータのケースと電機子

コアレスモータ（無鉄心電動機）とは永久磁石界磁形整流子電動機の一種で巻線を樹脂のみで固めたカップ状電機子に永久磁石界磁を内蔵したアウターロータ型電動機である。名前の通りコア（鉄心）がないのでそこで発生する鉄損が理論上はなくなる。そのかわり大きなトルクを生み出すことが難しくなり、近年強力なネオジム磁石の登場によってさまざまな種類のコアレスモータができているが実用化されているのは小型のものしかないのが現状である。

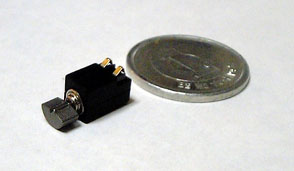
携帯電話のバイブレータ用小型モーター。軸に半月形の重りが取り付けてある。

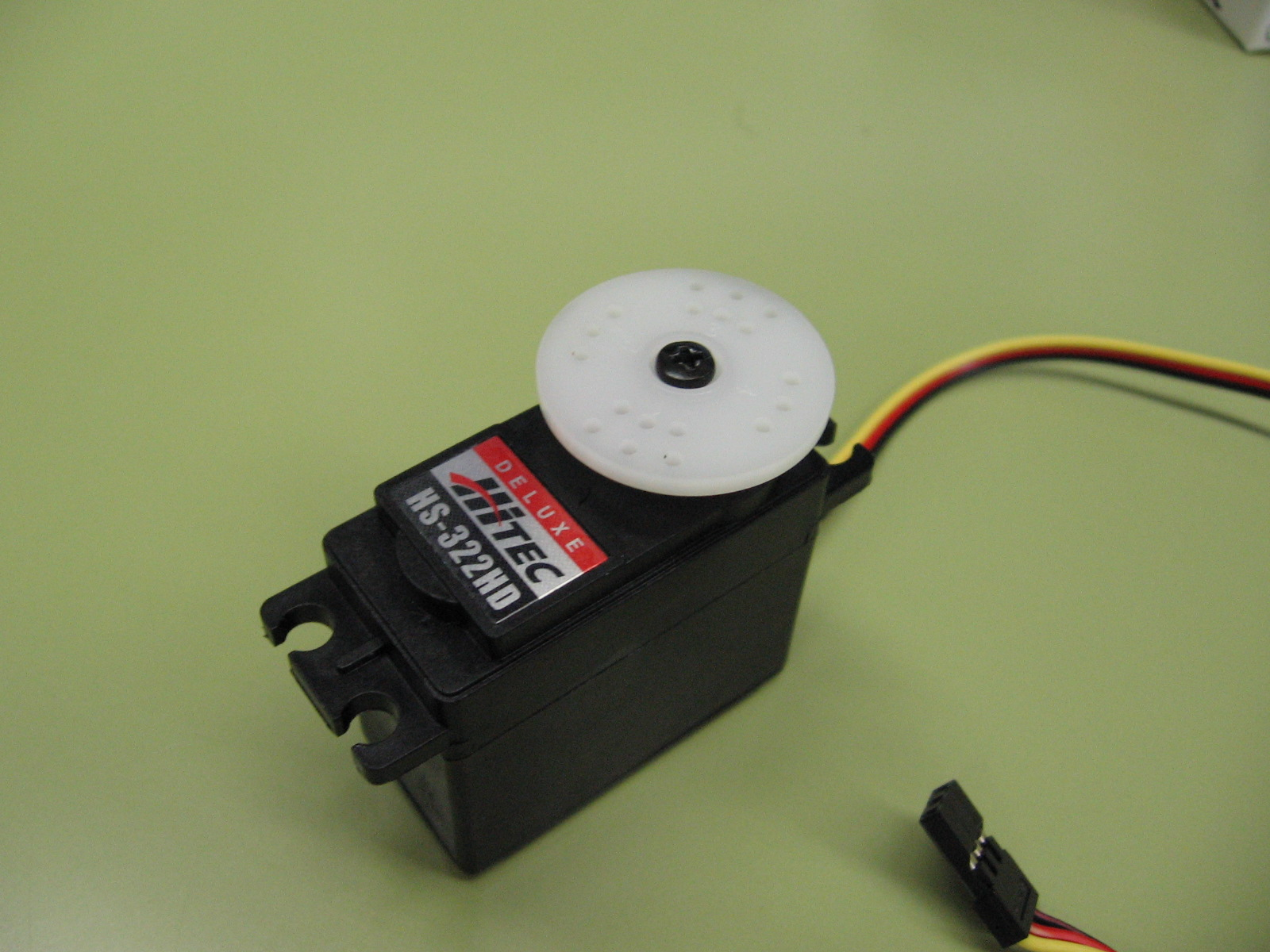
ラジコン用のサーボモーター

## 特徴
- 電機子の質量が軽く、機械的時定数が小さい。（慣性質量が小さいので急加減速に適する）
- 巻線のインダクタンスが少ないため、整流時の火花が小さい。
- コギングレス
- 高効率を実現できる。

## 用途
- X-Yプロッタのペン駆動用モータ（最近はステッピングモータが主流）
- 携帯電話の振動モータ
- ごく一部のポータブルカセットテープレコーダー、およびポータブルカセットテーププレーヤー用のキャプスタン、またはリール駆動用のサーボモータ
- 高級鉄道模型の駆動用モータ
- ラジコン、ロボット等のサーボモータ

## 電気自動車用
電気自動車用の大型コアレスモーターとしてはワールドソーラーチャレンジに参戦するソーラーカー用にオーストラリアのCSIROが開発したモーターなどがある。このモーターはコイルにリッツ線を採用し、強力なネオジム磁石のハルバッハ配列を採用することで大きな出力を得ることができている。